# موزه بونه‌فانتن
موزه بونه‌فانتن (انگلیسی: Bonnefantenmuseum) یک موزهٔ هنرهای زیبا در ماستریخت هلند است. این موز در سال ۱۸۸۴ تأسیس شد. نام موزه از عبارت فرانسوی bons enfants (به معنای کودکان خوب) گرفته شده‌است که نام کلیسایی است که بین سال‌های ۱۹۵۱ تا ۱۹۷۸ میزبان این موزه بود. از ۱۹۹۵ این موزه به مکان کنونی‌اش در مجاورت رود موز منتقل شد. ساختمان آن اثر معمار ایتالیایی آلدو روسی است و یکی از شاخص‌ترین بناهای مدرن در ماستریخت است.